# Eclipsa de Lună din 4 aprilie 2015
| Eclipsa totală de Lună din 4 aprilie 2015 | Eclipsa totală de Lună din 4 aprilie 2015 |
| ----------------------------------------- | ----------------------------------------- |
|                                           |                                           |
| Serie Saros (și membru)                   | 132 (30 din 71)                           |
| Durată (h:min:s)                          |                                           |
| Totală                                    | 0:04:43                                   |
| Parțială                                  | 3:29:00                                   |
| Prin penumbră                             | 5:57:32                                   |
| Contacte (ora UTC)                        |                                           |
| P1                                        | 9:01:27                                   |
| U1                                        | 10:15:45                                  |
| U2                                        | 11:57:54                                  |
| Maximum                                   | 12:00:14                                  |
| U3                                        | 12:02:37                                  |
| U4                                        | 13:44:46                                  |
| P4                                        | 14:58:58                                  |

Eclipsa de Lună din 4 aprilie 2015 este prima eclipsă de Lună din anul 2015. Este cea de a treia eclipsă totală din tetradă, adică dintr-o serie de patru eclipse totale consecutive care au fiecare loc la un interval de circa șase luni. Primele două s-au produs la 15 aprilie 2014 și la 8 octombrie 2014, iar ultima va avea loc la 28 septembrie 2015.

## Vizibilitate
Notă: Principala particularitate a aceste eclipse totale este durata foarte scurtă a fazei de totalitate (4 minute și 43 de secunde).

Secvență animată a diferitelor faze ale eclipsei din 4 aprilie 2015.

Maximul eclipsei a avut loc la 14h 01m 15 s UTC.

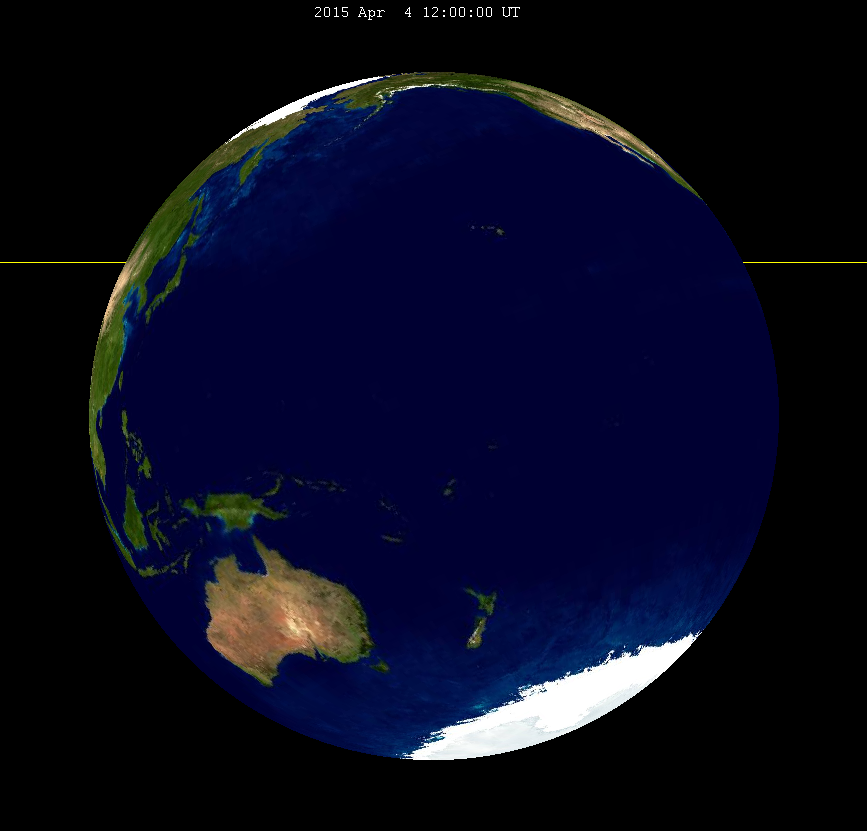
Pământul văzut de pe Lună în momentul eclipsei din 4 aprilie 2015.

Această eclipsă a fost vizibilă din vestul Americii de Nord, cvasi-totalitatea  Oceanului Pacific, estul Asiei, Australia și Noua Zeelandă.
Nu a fost vizibilă în Europa, și, prin urmare, nici în România.